# Живети и умрети у Лос Анђелесу
Живети и умрети у Лос Анђелесу (енгл. To Live and Die in L.A.) је амерички неоноар акциони криминалистички трилер филм режисера Вилијема Фридкина из 1985. године, по његовом сценарију као и аутора истоименог романа Џералда Петијевића. У филму се између осталих појављују Вилијем Питерсен, Вилем Дефо и Џон Пенкоу. Ванг Чунг састав су компоновали и извели оригиналну музику. Филм говори о границама до којих два агента Тајне службе иду да би ухапсили фалсификатора. Два полицајца покушавају да уђу у траг опаком криминалцу по имену Ерик Мастерс. Када једног од њих убије Мастерс, други полицајац се заклиње на освету по сваку цену, увлачећи у окршај свог новог партнера.

## Радња
На почетку филма, агенти америчке тајне службе Џим Харт и Ричард Ченс осујетили су покушај убиства исламистичког терористе на председника. Ускоро, Харт, три дана од пензије, одлази да истражује складиште, наводно место рада фалсификата Рика Мастерса, где га убијају Рик и његов помоћник. Ричард Ченс, човек жељног узбуђења и малодушан, каже свом новом партнеру Џону Вуковићу да ће ухватити Мастерса по сваку цену.
Ченс и Вуковић задржавају Мастерсовог пратиоца Карла Кодија на аеродрому, носећи велику количину лажног новца. Ченс сазнаје од свог доушника и сексуалног партнера Рут, која има проблема са законом и због тога је принуђена да ради за Ченса, за Мастерсовог партнера Ваксмана и ставља га под надзор. Међутим, Мастерс успева да се ушуња Ваксману и убије га због проневере лажног новца у покушају да окриви Кодија. Мастерс, сазнавши од свог адвоката Боба Грајмса о немогућности брзог спасавања Кодија, наређује његово убиство од познаника разбојника Џефа. У затвору, Кодија нападају затвореници ножевима, али он успева да преживи. Ченс нуди Кодију сарадњу, указујући на Мастерсов покушај да га се отараси, али Коди одбија да га преда. Мастерс се појављује у Џефовој кући и тражи аванс који је добио назад. Следи туча у којој Мастерс и помоћник убијају Џефа и његове пријатеље. Ченс успева да Кодија пусти на слободу уз кауцију, тако да му он указује на место где Мастерс штампа новац и сведочи. Коди бежи тако што измишља причу о болесној ћерки у болници. Вуковић преко Грајмсовог адвоката договара састанак са Мастерсом, где Вуковић и Ченс, представљајући се као сиви бизнисмени, желе да од Мастерса наруче пошиљку фалсификованог новца. Мастерс тражи аконтацију од 30.000 долара. Власти одбијају да доделе толики износ. Шанса сугерише да Вуковић опљачка Кинеза који носи 50.000 долара да купи украдене дијаманте, за шта је сазнао од Рут. Иако Вуковић не жели да крши закон, он ипак пристаје на овај случај. Они киднапују Кинеза са железничке станице и одузимају новац. Међутим, људи који покривају Кинезе проналазе агенте, отварају ватру и случајно убијају Кинезе. Ченс и Вуковић успевају да побегну од потере у колима. Следећег дана сазнају да је Кинез био агент ФБИ-ја на специјалној операцији, али Ченс је уверен у своју некажњивост и даје Мастерсу аванс. Шокиран свиме овим, Вуковић посећује Грајмса, који га саветује да искрено призна и исприча о свим пословима Шанса и да се повуче на кратак рок, али Вуковић се не усуђује да изда свог партнера. Шанса хвата Кодија и сазнаје адресу Мастерсовог посла. Ченс и Вуковић покушавају да ухапсе Мастерса на састанку, али његов помоћник вади сачмарицу и он и Ченс се истовремено убијају. Искористивши Вуковићев шок, Мастерс побегне. Вуковић путује у Мастерсов објекат и открива да га је Мастерс запалио. Мастерс омамљује Вуковића и жели да га запали, али он долази себи и пуца у њега, а Мастерс се запали. Вуковић гађа запаљеног Мастерса.
На крају филма, Вуковић долази до Рут, која треба да напусти град и уплете се у мрачна дела, и оптужује је да је Ченсу подметнула кинеског агента ФБИ. Вуковић каже да ће сада Рут радити за њега.